# 6TD系列柴油机
6TD（羅馬化：6TD）系列柴油发动机是哈尔科夫发动机设计局（KhKBD）的米科拉·卡尔波维奇·里亚赞采夫牵头开发的二冲程对置6缸柴油发动机。
有6TD-1、6TD-2、6TD-3、6TD-4、6TD-5等衍生型，功率分别为735 kW（999 PS）、882 kW（1,199 PS）、1,030 kW（1,400 PS）、1,100 kW（1,500 PS）和1,324 kW（1,800 PS）。为T-80UD和T-84坦克而设计。
6TD发动机可以使用各种类型的燃料，特别是：柴油、汽油、煤油、喷气燃料或其任意比例的混合物。

## 历史
1974年至1979年，在为T-64A坦克以及后来的T-64B和T-64B-1坦克的批量生产提供设计支持的同时，KhKBD在1974年至1979年进行了机动车辆的开发。变速箱舱配备新型、更强大的6TD发动机，用于量产坦克T-64A、T-64B和T-64B-1。1975年，开发了配备新型变速箱舱的坦克项目，并于1976年2月以T-64A坦克为基础生产了三辆实验坦克476工程（雪松项目），并作为礼物提交给苏共第二十五次代表大会。

### 应用
1978年至1979年间，新型坦克在苏联所有气候带进行了全面测试。1979年10月，根据测试结果，6TD发动机被推荐进行量产。根据1978年1月5日苏联国防部委员会和1978年7月26日苏联国防工业部的决定，新型6TD坦克发动机投入量产。1979年1月25日，T-64A、T-64AK、T-64B和T-64B-1系列坦克翻修期间的现代化技术文件获得批准。根据苏联国防部于1981 年12月21日发布的第0262号命令，现代化改造后的T-64AM、T-64AKM、T-64BM和T-64B-1M坦克被接受。但由于一些政治和经济原因，这些坦克的批量生产从未进行。
1985年9月2日，苏联部长会议批准研制配备6TD-1发动机的柴油版T-80U，在哈尔科夫工厂批量生产。五辆名为478B工程（桦木）的原型车很快就被制造出来，相关文件于1986年正式提交给米哈伊尔·戈尔巴乔夫，并于次年开始大规模生产。
2016年，马雷舍夫工厂宣布开发出6TD发动机的1500马力版本，称为6TD-4。
2020年12月，马雷舍夫工厂的专家向巴西代表团展示了他们自己的巴西M60坦克现代化改造的思路，其中包括安装新的发动机和变速箱舱，配备6TD-2发动机和倒档变速箱。
T-64蟹坦克现代化计划包括安装功率为882kW的6TD发动机，代替5TDFM。
2021年，开始实施雪松（羅馬化：Kedr）计划—通过安装容量为735kW的6TD-1发动机，将T-64BM“布拉特”坦克现代化改造至T-64BM2。

## 使用方

### 土耳其
2017年3月14日，乌克兰和土耳其政府首脑签署谅解备忘录，根据该备忘录，乌克兰将为土耳其阿勒泰坦克供应6TD-3发动机。
2021年秋季，11月10日至13日，在伊斯坦堡的国际国防和航空航天展览会Saha Expo 2021期间，乌克兰向土耳其提出在履带式坦克底盘上安装新型土耳其155毫米风暴II火炮并配备水平对置6缸二冲程柴油发动机6TD-2。

### 巴基斯坦
2000年，巴基斯坦为其哈立德主战坦克选择了6TD-2发动机。签订价值1.5亿美元的合同，三年内交付315台发动机。
在IDEAS 2016展会上，乌克兰特殊用品出口有限公司与巴基斯坦公司塔克西拉重工签订了供应由KhKBD生产的新型6TD-3发动机（1029 kW）的合同，以取代6TD-2发动机，将哈立德坦克升级为哈立德2。
2017年6月，8台6TD-2发动机交付给Spares Depot EME公司，总金额为3,008,208$。此外，三台6TD-1 459I.TU发动机的交付价格为1,128,078$。
2018年1月，企业集团乌克兰国防工业向巴基斯坦企业Spares Depot EME交付了一套总价值1,128,078$的哈立德坦克备件：3台6TD-2 459M.TU发动机和6台6TD-1 459I.TU发动机，用于T-80UD坦克。
2020年3月，乌克兰特种出口公司向塔克西拉重工和304 Spares Depot EME（巴基斯坦）交付了10台6TD-2 459M.TU和6TD-1 459I.TU坦克发动机，总价值429.5万美元。上一批10台发动机已于今年1月交付。此外，还向巴基斯坦供应了坦克和坦克发动机的测试设备和备件。

## 参数对比
| 参数                          | 型号                              | 型号         | 型号         | 型号                                            | 型号          |
| ----------------------------- | --------------------------------- | ------------ | ------------ | ----------------------------------------------- | ------------- |
| 参数                          | 6TD-1                             | 6TD-2E       | 6TD-3        | 6TD-4                                           | 6TD-1R        |
| 应用                          | T-80UD坦克，现代化的T-72，476工程 | BM堡垒坦克   | T-84坦克     | 发电厂的电机和传动装置 火车机车、船舶现代化部门 | BREM-84       |
| 尺寸，毫米                    | 1602×955×581                      | 1602×955×581 | 1602×955×581 | 2100×1105×606                                   | 1602×1093×581 |
| 质量，公斤                    | 1180                              | 1180         | 1220         | 1900                                            | 1220          |
| 热量输出，x103 kcal/h         | 310                               | 335          | 395          |                                                 | 310           |
| 充气压力，MPa（kgf/cm2）      | 0.185 (1.85)                      | 0.226 (2.3)  |              | 0.29 (2.9)                                      | 0.185 (1.85)  |
| 具体空气消耗量，kg/s          | 1.55                              | 1.85         | 2            |                                                 | 1.55          |
| 旋转频率，最小值              | 2800                              | 2600         | 2800         | 2450                                            | 2800          |
| 燃料消耗率，克/千瓦时 (g/kWh) | 158 (215)                         | 155 (211)    | 160 (218)    | 155 (211)                                       | 158 (215)     |
| 排量，升                      | 16.3                              | 16.3         | 16.3         | 25.85                                           | 16.3          |
| 气缸数                        | 6                                 | 6            | 6            | 6                                               | 6             |
| 活塞行程，毫米                | 2х120                             | 2х120        | 2х120        | 2х140                                           | 2х120         |
| 气缸直径，毫米                | 120                               | 120          | 120          | 140                                             | 120           |
| 功率，马力（千瓦）            | 1000 (735)                        | 1200 (882)   | 1400 (1030)  | 1500 (1100)                                     | 1000 (735)    |
| 总功率，hp/m3 (kW/m3)         | 1124 (826)                        | 1350 (992)   | 1574 (1157)  | 1210 (887)                                      | 1124 (826)    |
| 比重，千克/马力（公斤/千瓦）  | 1.18 (1.61)                       | 0.98 (1.34)  | 0.86 (1.17)  | 1.27 (1.73)                                     | 1.22 (1.66)   |

1999年至2002年间，美国陆军RDECOM（研究、开发和工程司令部）对6TD-2发动机进行了评估，得出的结论是：
- 紧凑型发动机，散热非常差
- 排放大量废气
- 寿命存疑
- 发动机未满负荷时油耗高